# Agostino Serena
Agostino Serena, egyes forrásokban Serena Ágoston (Arogno, 1580 körül – 1654) főként Erdélyben működött svájci–olasz építész.

## Élete
Aldo Crivelli szerint Velencében részesült gyakorlati képzésben, majd Felvidéken keresztül érkezett az Ausztriához tartozó Erdélybe. Bethlen Gábor építészeként dolgozott, de az elégtelen fizetség miatt 1630-ban Konstantinápolyon keresztül visszatért hazájába. 1648-ban érkezett másodszor Erdélybe. 1653. február 25-én II. Rákóczi György nemességet adományozott neki.
Fiai, Alessandro és Giuseppe stukkátorok voltak.

## Munkái
- Serena építette az eredeti reneszánsz kastélyt Bonchidán, amelyet később a Bánffy család bővíttetett barokk stílusban.
- Bethlen Gábor erdélyi fejedelemnek 1629-ben Marosillyén megépítette a Bethlen-kastélyt. Ennek csak egy része maradt meg az 1784-es tűzvész után, ma kórházként használják. Bethlen számára valószínűleg az alsóvenicei, a balázsfalvai és a fogarasi kastélyokon is dolgozott.[3] Egyes szerzők feltételezése szerint a gyulafehérvári fejedelmi palota építése is neki tulajdonítható.[6]
- A radnóti Kornis–Rákóczi–Bethlen-kastély átépítését szintén Bethlen megbízásából kezdte el, de már II. Rákóczi György idején fejezte be.[7][8] A bejárati portál szövege: „Augustinus Serena Architectus Venetus opera fecit”.[forrás?] Hatása kimutatható a betlenszentmiklósi Bethlen-kastélyon.[9][10]
- Ő volt a mezőörményesi Rákóczi-kastély építésze is.[11]
- A szamosújvári várat az ő tervei alapján, 1619–52 között többször is átalakították Giovanni Landi közreműködésével, jobbára reneszánsz és barokk stílusjegyek alkalmazásával.
- A kolozsvári református kollégium régi épületét, az úgynevezett Ókollégiumot „a pápisták puszta klastromhelyén” II. Rákóczi György megbízásából, 1651 és 1653 között ő húzta fel.[12]
- Kelemen Lajos feltételezése szerint ő tervezte Farkas utcai református templom hatszögű lábazaton álló szószékét, az erdélyi virágmintás reneszánsz első darabját; Kovács András ezt vitatja.[13]